# América Móvil
A América Móvil (BMV: AMX, NYSE: AMX, NASDAQ: AMOV, BMAD: AMXL, Latibex: XAMXL) é uma empresa de telecomunicações mexicana que é controlada pela família do empresário Carlos Slim e atua no continente americano.
A América Móvil é a principal operadora de celular da América Hispânica, com presença significativa em outros países do continente americano, como Estados Unidos e Brasil (através da marca Claro), servindo ao todo mais de 152 milhões de celulares. A América Móvil e Telefônica controlam mais de 70% dos celulares da América Hispânica. No Brasil são cerca de 52 milhões de clientes. A Claro, Embratel, Global Hitss e a NET fazem parte do mesmo grupo.

## História
A América Móvil foi criada em 2001, quando a Telmex retirou as suas actividades móveis sem fios das suas actividades de telefonia fixa e Internet.
A 15 de Novembro de 2005, a empresa assinou um pacto internacional com a Ooredoo para a prestação conjunta de vários serviços internacionais.[carece de fontes?]
Em 2006, a América Móvil fez uma oferta para adquirir as operações da Verizon na América Latina e Caraíbas e unificou as suas marcas (Comcel Colombia, Porta no Equador, Telcel no México, Tracfone nos EUA e CTI Movil no Paraguai, Uruguai e Argentina) sob a Claro unbrella.

## Clientes
Em setembro de 2010:
- México (Telmex) 66.9 milhões
- Brasil (Claro) 80.902 milhões
- Colômbia e  Panamá (Claro): 28.382 milhões
- Argentina,  Paraguai e  Uruguai (Claro) 19.442 milhões

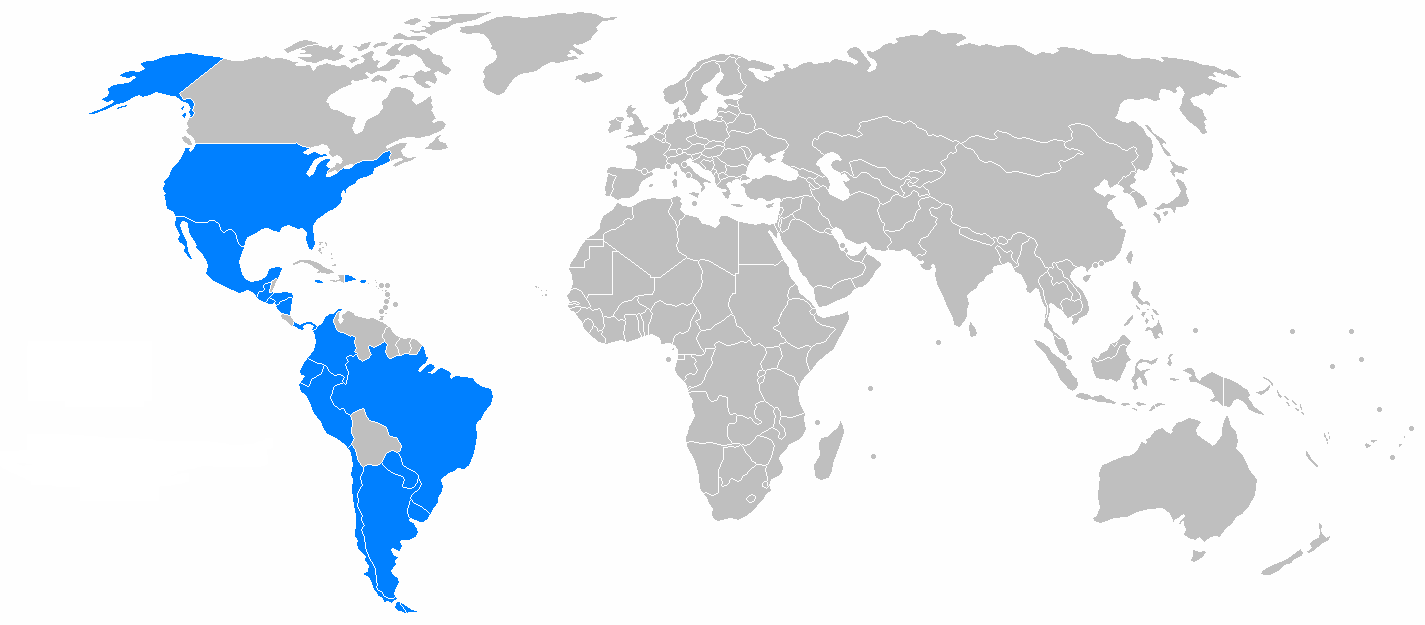
América Móvil no Mundo

- Estados Unidos (Tracfone Wireless): 16.657 milhões
- El Salvador,  Guatemala,  Honduras e  Nicarágua (Claro): 10.771 milhões
- Equador (Claro): 10.328 milhões
- Peru (Claro): 9.294 milhões
- Chile (Claro): 4.385 milhões